# Kim Källström
Kim Källström (pronunție în suedeză [kɪm ˈɕɛl.ˈstrœm]; n. 24 august 1982, Sandviken, Comitatul Gävleborg, Suedia) este un fotbalist suedez retras din activitate. De asemenea el a fost membru constant al echipei națională de fotbal a Suediei.
Källström a adunat 108 selecții la națională, jucând la 3 Campionate Europene și la Campionatul Mondial de Fotbal 2006.

## Goluri internaționale
| #   | Data               | Stadion                            | Oponent                    | Scor | Rezultat | Competiția                                             |
| --- | ------------------ | ---------------------------------- | -------------------------- | ---- | -------- | ------------------------------------------------------ |
| 1.  | 6 septembrie 2003  | Ullevi, Göteborg                   | San Marino                 | 4–0  | 5–0      | Preliminariile Campionatului European de Fotbal 2004   |
| 2.  | 28 aprilie 2004    | Estádio Cidade de Coimbra, Coimbra | Portugalia                 | 1–0  | 2–2      | Meci amical                                            |
| 3.  | 8 iunie 2005       | Råsunda, Stockholm                 | Norvegia                   | 1–0  | 2–3      | Meci amical                                            |
| 4.  | 12 octombrie 2005  | Råsunda, Stockholm                 | Islanda                    | 3–1  | 3–1      | Calificările pentru Campionatul Mondial de Fotbal 2006 |
| 5.  | 2 septembrie 2006  | Skonto Stadium, Riga               | Letonia                    | 1–0  | 1–0      | Preliminariile Campionatului European de Fotbal 2008   |
| 6.  | 11 octombrie 2006  | Laugardalsvöllur, Reykjavik        | Islanda                    | 1–1  | 2–1      | Preliminariile Campionatului European de Fotbal 2008   |
| 7.  | 22 august 2007     | Ullevi, Göteborg                   | Statele Unite ale Americii | 1–0  | 1–0      | Meci amical                                            |
| 8.  | 21 noiembrie 2007  | Råsunda, Stockholm                 | Letonia                    | 2–1  | 2–1      | Preliminariile Campionatului European de Fotbal 2008   |
| 9.  | 20 august 2008     | Ullevi, Göteborg                   | Franța                     | 2–3  | 2–3      | Meci amical                                            |
| 10. | 10 septembrie 2008 | Råsunda, Stockholm                 | Ungaria                    | 1–0  | 2–1      | Calificările pentru Campionatul Mondial de Fotbal 2010 |
| 11. | 19 noiembrie 2008  | Amsterdam ArenA, Amsterdam         | Țările de Jos              | 1–2  | 1–3      | Meci amical                                            |
| 12. | 11 februarie 2009  | UPC-Arena, Graz                    | Austria                    | 2–0  | 2–0      | Meci amical                                            |
| 13. | 10 iunie 2009      | Ullevi, Göteborg                   | Malta                      | 1–0  | 4–0      | Calificările pentru Campionatul Mondial de Fotbal 2010 |
| 14. | 7 iunie 2011       | Råsunda, Stockholm                 | Finlanda                   | 1–0  | 5–0      | Preliminariile Campionatului European de Fotbal 2012   |
| 15. | 6 septembrie 2011  | Stadio Olimpico, Serravalle        | San Marino                 | 1–0  | 5–0      | Preliminariile Campionatului European de Fotbal 2012   |
| 16. | 11 octombrie 2011  | Råsunda, Stockholm                 | Țările de Jos              | 1–0  | 3–2      | Preliminariile Campionatului European de Fotbal 2012   |

## Statistici carieră
|               |                |                | Campionat | Campionat | Cupă            | Cupă            | Cupa Ligii        | Cupa Ligii        | Continental | Continental | Total   | Total  |
| Sezon         | Club           | Campionat      | Meciuri   | Goluri    | Meciuri         | Goluri          | Meciuri           | Goluri            | Meciuri     | Goluri      | Meciuri | Goluri |
| Suedia        | Suedia         | Suedia         | Campionat | Campionat | Svenska Cupen   | Svenska Cupen   | Cupa Ligii        | Cupa Ligii        | Europa      | Europa      | Total   | Total  |
| ------------- | -------------- | -------------- | --------- | --------- | --------------- | --------------- | ----------------- | ----------------- | ----------- | ----------- | ------- | ------ |
| 1999          | BK Häcken      | Superettan     | 22        | 4         | 2               | 1               | –                 | –                 | –           | –           | 24      | 5      |
| 2000          | BK Häcken      | Allsvenskan    | 23        | 2         | 3               | 1               | –                 | –                 | –           | –           | 26      | 3      |
| 2001          | BK Häcken      | Allsvenskan    | 24        | 8         | 1               | 0               | –                 | –                 | –           | –           | 25      | 8      |
| 2002          | Djurgårdens IF | Allsvenskan    | 24        | 12        | 6               | 3               | –                 | –                 | 6           | 1           | 36      | 16     |
| 2003          | Djurgårdens IF | Allsvenskan    | 24        | 14        | 3               | 1               | –                 | –                 | 2           | 0           | 29      | 15     |
| Franța        | Franța         | Franța         | Campionat | Campionat | Coupe de France | Coupe de France | Coupe de la Ligue | Coupe de la Ligue | Europa      | Europa      | Total   | Total  |
| 2003–04       | Stade Rennais  | Ligue 1        | 18        | 7         | 3               | 0               | –                 | –                 | –           | –           | 21      | 7      |
| 2004–05       | Stade Rennais  | Ligue 1        | 31        | 5         | 1               | 0               | 1                 | 1                 | –           | –           | 33      | 6      |
| 2005–06       | Stade Rennais  | Ligue 1        | 34        | 8         | 5               | 1               | 0                 | 0                 | 4           | 0           | 43      | 9      |
| 2006–07       | Lyon           | Ligue 1        | 33        | 3         | 3               | 0               | 4                 | 0                 | 6           | 1           | 46      | 4      |
| 2007–08       | Lyon           | Ligue 1        | 37        | 5         | 6               | 0               | 2                 | 0                 | 8           | 1           | 53      | 6      |
| 2008–09       | Lyon           | Ligue 1        | 32        | 2         | 2               | 0               | 1                 | 0                 | 6           | 0           | 41      | 2      |
| 2009–10       | Lyon           | Ligue 1        | 32        | 4         | 2               | 0               | 0                 | 0                 | 13          | 1           | 47      | 5      |
| 2010–11       | Lyon           | Ligue 1        | 32        | 3         | 2               | 0               | 1                 | 0                 | 5           | 0           | 40      | 3      |
| 2011–12       | Lyon           | Ligue 1        | 32        | 0         | 2               | 0               | 1                 | 0                 | 7           | 0           | 42      | 2      |
| Rusia         | Rusia          | Rusia          | Campionat | Campionat | Cupa Rusiei     | Cupa Rusiei     | Cupa Ligii        | Cupa Ligii        | Europa      | Europa      | Total   | Total  |
| 2012–13       | Spartak        | RFPL           | 20        | 2         | 1               | 0               | –                 | –                 | 6           | 0           | 27      | 2      |
| 2013–14       | Spartak        | RFPL           | 10        | 1         | 1               | 0               | –                 | –                 | 1           | 0           | 12      | 1      |
| Anglia        | Anglia         | Anglia         | Campionat | Campionat | FA Cup          | FA Cup          | League Cup        | League Cup        | Europe      | Europe      | Total   | Total  |
| 2013–14       | Arsenal        | Premier League | 0         | 0         | 0               | 0               | –                 | –                 | 0           | 0           | 0       | 0      |
| Total         | Suedia         | Suedia         | 117       | 40        | 15              | 6               | –                 | –                 | 8           | 2           | 140     | 48     |
| Total         | Franța         | Franța         | 239       | 36        | 24              | 1               | 9                 | 1                 | 42          | 3           | 314     | 41     |
| Total         | Rusia          | Rusia          | 30        | 3         | 2               | 0               | –                 | –                 | 7           | 0           | 39      | 3      |
| Total         | Anglia         | Anglia         | 0         | 0         | 0               | 0               | 0                 | 0                 | 0           | 0           | 0       | 0      |
| Total carieră | Total carieră  | Total carieră  | 356       | 76        | 41              | 7               | 9                 | 1                 | 57          | 5           | 463     | 89     |

Note:
- No league cup in Sweden and Russia.
- European appearances whilst playing in Sweden should relate to the Euro season immediately after the domestic one e.g. 2002 entry should include 2002/03 Euro stats

La 14 noiembrie 2013.
| Suedia | Suedia  | Suedia |
| An     | Meciuri | Goluri |
| ------ | ------- | ------ |
| 2001   | 2       | 0      |
| 2002   | 5       | 0      |
| 2003   | 7       | 1      |
| 2004   | 10      | 1      |
| 2005   | 7       | 2      |
| 2006   | 12      | 2      |
| 2007   | 9       | 2      |
| 2008   | 10      | 3      |
| 2009   | 9       | 2      |
| 2010   | 7       | 0      |
| 2011   | 11      | 3      |
| 2012   | 9       | 0      |
| 2013   | 10      | 0      |
| 2014   | 0       | 0      |
| Total  | 108     | 16     |

## Honours

### Club
Djurgården
- Allsvenskan (2):   2002, 2003
- Svenska Cupen (1): 2002

Lyon
- Ligue 1 (2): 2006–07, 2007–08
- Coupe de France (2): 2007–08, 2011–12
- Trophée Des Champions (2): 2008, 2007